# 50 States of Fright
50 States of Fright (englisch für 50 Staaten/Zustände der Furcht) ist eine US-amerikanische Horror-Anthologie-Serie aus dem Jahr 2020 für den mobilen Streaminganbieter Quibi mit Sam Raimi als Executive Producer. Bislang erschienen zwei Staffeln mit neun Geschichten, die jeweils in einem anderen Bundesstaat der Vereinigten Staaten spielen.

## Format
Als Anthologie-Serie werden in sich abgeschlossen, zueinander unabhängige Geschichten erzählt, die aufgrund des Quibi-Kurzformats aus zwei oder drei Episoden bestehen. Jede Geschichte spielt in einem Bundesstaat der Vereinigten Staaten und behandelt eine in diesem bekannte Moderne Sage. In mehreren fungiert eine Handlungsfigur auch als Erzähler(in).
Insgesamt soll für jeden der fünfzig Bundesstaaten eine Geschichte erscheinen.

„Every state has its folklore. Tall tales and legends … But sometimes there is a darker story. A tale not so much told, as whispered.“

„Jeder Staat hat seine Folklore, Märchen und Legenden. Aber manchmal gibt es eine dunklere Geschichte, die weniger erzählt als geflüstert wird“

## Episodenliste
| Staffel | Episoden | Geschichten/ Staaten | Erstveröffentlichung USA | Erstveröffentlichung USA |
| Staffel | Episoden | Geschichten/ Staaten | Premiere                 | Finale                   |
| ------- | -------- | -------------------- | ------------------------ | ------------------------ |
| 1       | 14       | 5                    | 6. April 2020            | 22. April 2020           |
| 2       | 10       | 4                    | 28. September 2020       | 1. Oktober 2020          |

### Staffel 1
| Nr. (ges.) | Nr. (St.) | Originaltitel                            | Erstveröffentlichung USA | Regie                        | Drehbuch                     |
| --- | --------- | ---------------------------------------- | ------------------------ | ---------------------------- | ---------------------------- |
| 1 | 1         | The Golden Arm (Michigan)                | 6. April 2020            | Sam Raimi                    | Sam Raimi & Ivan Raimi       |
| 2 | 2         | The Golden Arm (Michigan)                | 6. April 2020            | Sam Raimi                    | Sam Raimi & Ivan Raimi       |
| 3 | 3         | The Golden Arm (Michigan)                | 6. April 2020            | Sam Raimi                    | Sam Raimi & Ivan Raimi       |
| Heather, de Freundin des Holzfällers Dave verliert durch einen Unfall den linken Arm, den er ihr durch eine goldene Prothese, die sie aber tödlich krank macht. Nachdem er aus Geldnot den goldenen Arm aus ihrem Grab stiehlt, kommt Heathers Leiche zu Dave, um ihren Arm zurückzuholen. Besetzung: Rachel Brosnahan, Travis Fimmel, John Marshall Jones                                                     |           |                                          |                          |                              |                              |
| 4 | 4         | America’s Largest Ball of Twine (Kansas) | 7. April 2020            | Yoko Okumura                 | Mae Catt                     |
| 5 | 5         | America’s Largest Ball of Twine (Kansas) | 8. April 2020            | Yoko Okumura                 | Mae Catt                     |
| 6 | 6         | America’s Largest Ball of Twine (Kansas) | 9. April 2020            | Yoko Okumura                 | Mae Catt                     |
| Mutter Susan und ihre Tochter machen Halt in einer Kleinstadt, um die Attraktion, den größten Garnball des Landes, zu besichtigen. Dieser nimmt die Tochter in sich auf, sodass sie verschwunden scheint. Als Susan sich auf die Suche macht, entdeckt sie, dass die Bürger aus Garn bestehen, und kämpft im Ball, um ihre Tochter zu befreien. Besetzung: Ming-Na Wen, Karen Allen                            |           |                                          |                          |                              |                              |
| 7 | 7         | Scared Stiff (Oregon)                    | 13. April 2020           | Ryan Spindell                | Ryan Spindell & Jacob Motz   |
| 8 | 8         | Scared Stiff (Oregon)                    | 14. April 2020           | Ryan Spindell                | Ryan Spindell & Jacob Motz   |
| Taxidermist Sebastian Kleppner erhält von einem Jäger einen kuriosen Kadaver, der sich nach der Präparation als der eines kleinen Sasquatch herausstellt. Da steht dessen Mutter vor der Tür und tötet Kleppner, der daraufhin von einer Kollegin präpariert wird. Besetzung: James Ransone, Emily Hampshire                                                                                                   |           |                                          |                          |                              |                              |
| 9 | 9         | Grey Cloud Island (Minnesota)            | 15. April 2020           | Adam Schindler & Brian Netto | Adam Schindler & Brian Netto |
| 10 | 10        | Grey Cloud Island (Minnesota)            | 16. April 2020           | Adam Schindler & Brian Netto | Adam Schindler & Brian Netto |
| 11 | 11        | Grey Cloud Island (Minnesota)            | 17. April 2020           | Adam Schindler & Brian Netto | Adam Schindler & Brian Netto |
| Vier Anwärter einer Studentenvereinigung sollen als Mutprobe eine Nacht auf der nebelverhangenen Grey Cloud Island verbringen. Dort stoßen sie auf ein angekettetes Mädchen und einen scheinbaren Opferkult, der diese jagt. Als sie mit dem Mädchen aus dem Haus einer alten Dame entkommen, stellt sich heraus, dass sie die eigentliche Gefahr ist. Besetzung: Asa Butterfield, Alex Fitzalan, Joshua Mikel |           |                                          |                          |                              |                              |
| 12 | 12        | Destino (Florida)                        | 20. April 2020           | Alejandro Brugués            | Gregg Hale                   |
| 13 | 13        | Destino (Florida)                        | 21. April 2020           | Alejandro Brugués            | Gregg Hale                   |
| 14 | 14        | Destino (Florida)                        | 22. April 2020           | Alejandro Brugués            | Gregg Hale                   |
| Zwei Polizisten werden wegen einer gestohlenen Ziege gerufen, kehren aber vom Tatort nicht mehr zurück. Als zwei weitere nachsehen, stoßen sie auf eine Höhle von Anhängern des kubanischen Palo-Kults. Besetzung: Danay García, Greyston Holt |           |                                          |                          |                              |                              |

### Staffel 2
| Nr. (ges.) | Nr. (St.) | Originaltitel                 | Erstveröffentlichung USA | Regie                    | Drehbuch                      |
| --- | --------- | ----------------------------- | ------------------------ | ------------------------ | ----------------------------- |
| 15 | 1         | Almost There (Iowa)           | 28. September 2020       | Scott Beck & Bryan Woods | Scott Beck & Bryan Woods      |
| 16 | 2         | Almost There (Iowa)           | 28. September 2020       | Scott Beck & Bryan Woods | Scott Beck & Bryan Woods      |
| 17 | 3         | Almost There (Iowa)           | 28. September 2020       | Scott Beck & Bryan Woods | Scott Beck & Bryan Woods      |
| Als Kind bei den Amish überlebte Hannah, als sie zu einem Gruppenselbstmord an einer Brücke über Schienen gezwungen wurde. Zwanzig Jahre später als Ingenieurin muss sie für einen Notfall im Inneren eines Windrades hinaufklettern, was ihre Vergangenheit und Traumata hervorruft. Besetzung: Taissa Farmiga, Ron Livingston                                                                  |           |                               |                          |                          |                               |
| 18 | 4         | 13 Steps To Hell (Washington) | 29. September 2020       | Lee Cronin               | Sarah Conradt                 |
| 19 | 5         | 13 Steps To Hell (Washington) | 30. September 2020       | Lee Cronin               | Sarah Conradt                 |
| Mallory und ihre Brüder, die ihre Mutter an Krebs verloren haben, wollen einen Hamster im städtischen Friedhof begraben, als sie auf eine Treppe nach unten stoßen, die Mallory immer tiefer zieht. Den Jungen kommt ein mysteriöser älterer Mann zu Hilfe, um sie herauszuholen, der danach plötzlich verschwindet. Besetzung: Lulu Wilson, Rory Culkin, Graham Verchere, Christopher Heyerdahl |           |                               |                          |                          |                               |
| 20 | 6         | Red Rum (Colorado)            | 1. Oktober 2020          | Daniel Goldhaber         | Isa Mazzei & Daniel Goldhaber |
| 21 | 7         | Red Rum (Colorado)            | 1. Oktober 2020          | Daniel Goldhaber         | Isa Mazzei & Daniel Goldhaber |
| 22 | 8         | Red Rum (Colorado)            | 1. Oktober 2020          | Daniel Goldhaber         | Isa Mazzei & Daniel Goldhaber |
| Drei Vlogger nehmen an einer Tour im Stanley Hotel teil, Stephen Kings Inspiration für Shining, das selbst von Geistern spuken soll. Die Regel nicht zu filmen missachtend werden sie nacheinander von den Geistern beseitigt. Besetzung: Jacob Batalon, Colin Ford, Victoria Justice, Christina Ricci                                                                                           |           |                               |                          |                          |                               |
| 23 | 9         | Dogwood-Azalea (Missouri)     | 1. Oktober 2020          | Catherine Devaney        | Catherine Devaney             |
| 24 | 10        | Dogwood-Azalea (Missouri)     | 1. Oktober 2020          | Catherine Devaney        | Catherine Devaney             |
| Die siebenjährige Azalea und ihre Eltern ziehen, um es zu renovieren, in das ehemalige Haus von Mr. Anna, der seine Tochter Lucy verloren hatte. Ihr Geist will in Azalea eine Freundin finden, doch als deren Eltern sich dagegen wehren, wird Lucy gewalttätig. Besetzung: Erica Tremblay, Elizabeth Reaser, Warren Christie, William Bruce Davis                                              |           |                               |                          |                          |                               |

## Veröffentlichung
Bereits bei der Gründung von Quibi im Herbst 2018 wurde bekanntgegeben, dass Sam Raimi für den mobilen Streaminganbieter ein Projekt namens 50 States of Fright entwickeln werde. Die Serie wird produziert von Alter, der neuen Horror-Marke von Gunpowder & Sky, in Verbindung mit DiGa Visions und Pod3 Productions. Die Idee zur Serie wurde von Produzenten von Gunpowder & Sky zunächst Raimi vorgestellt, der sie mit ihnen Quibis Gründer Jeffrey Katzenberg vorstellte. Raimi schrieb und inszenierte die Pilotgeschichte zu seinem Heimatstaat Michigan.
Die erste Staffel erschien auf Quibi offiziell am 13. April, aber Voranmelder bis zum 5. April erhielten bereits am 6. April frühen Zugang zu den ersten Episoden. Die zweite Staffel erschien ab dem 28. September 2020. Deren einführende Geschichte stammt von den A Quiet Place-Autoren Scott Beck und Bryan Woods über ihren Heimatstaat Iowa, die von Raimi dazu während der Arbeit an dem Film 65 eingeladen wurden.
Nach der Einstellung von Quibi und Übernahme der Inhalte durch Roku wird die Serie dort auf dem Roku Channel am 15. Oktober 2021 erscheinen.